# ドナルドソン・トーマス不変量
数学、特に代数幾何学では、ドナルドソン・トーマス理論(Donaldson–Thomas theory)は、ドナルドソン・トーマス不変量(Donaldson–Thomas invariants)の理論であり、3-次元カラビ・ヤウ多様体上の層のコンパクトなモジュライ空間が与えられると、そのドナルドソン・トーマス不変量は、点の仮想数である。すなわち、この仮想数は、仮想基本類に対してコホモロジー類が 1 となる積分のことである。ドナルドソン・トーマス不変量は、キャッソン不変量の正則な類似物である。不変量は、Simon Donaldson and Richard Thomas (1998)で導入された。ドナルドソン・トーマス不変量は、3-次元代数多様体のグロモフ・ウィッテン不変量やパンダハリパンデ(Pandharipande)とトーマス(Thomas)による安定ペアの理論と密接な関係を持つ。
ドナルドソン・トーマス理論は物理的には、弦理論やゲージ理論に現れるあるBPS状態に動機を持っている。

## 定義と例
グロモフ・ウィッテン不変量の基本的なアイデアは、リーマン面から滑らかな対象への写像を研究することにより空間の幾何学を探ることである。そのような写像のすべてのモジュライスタックは、仮想的基本類を持ち、このスタック上の交叉理論は数え上げ情報をもつことがある数値的不変量となる。同様の精神で、ドナルドソン・トーマス理論へのアプローチは、それらの方程式により、さらに正確には、空間上のイデアル層を研究することで、代数的 3-多様体の中の曲線を研究することである。このモジュライ空間もまた、仮想基本類を持ち、数え上げのある数値的不変量となる。
グロモフ・ウィッテン理論では、写像は多重被覆や領域曲線の崩壊成分でも可能となるが、一方、ドナルドソン・トーマス理論は、層の中に含まれるべき零情報をもつことができる。しかし、これらは整数の値の不変量である。モーリク(Maulik)、アンドレイ・オクンコフ(Andrei Okounkov)、ニキータ・ネクラソフ(Nikita Nekrasov)、ラフル・パンダハリパンデ(Rahul Pandharipande)による深い予想があり、より一般性を持って代数的 3-多様体のグロモフ・ウィッテン不変量とドナルドソン・トーマス理論が実際、同値であることを証明した。より具体的には、それらの母函数はある適当な変数変換で等しくなる。3-次元カラビ・ヤウ多様体に対するドナルドソン・トーマス不変量は、モジュライ空間上のウェイト付きオイラー特性類として定式化することができる。最近では、これらの不変量、モチーフ的ホール代数、量子トーラス上の函数環の間に関連があることが示されている。
- クインティックスリーフォールド上の直線のモジュライ空間は、2875個の点からなる離散的集合である。点の仮想数は点の実際の数であり、よってモジュライ空間のドナルドソン・トーマス不変量は整数 2875 である。
- 同様に、クインティックスリーフォールド上のコニック(conics)のモジュライ空間のドナルドソン・トーマス不変量は 609250 である。

## 事実
- モジュライ空間 M のドナルドソン・トーマス不変量は、M のウェイト付きオイラー特性数に等しい。ウェイト付き函数は、超平面特異点のミルナー数の類似物と M のすべての点を結び付ける。

## 一般化
- 層のモジュライ空間に代わり、導来圏の対象のモジュライ空間を考えることができる。これは 3-次元カラビ・ヤウ多様体の安定ペアを数えるパンダハリパンデ・トーマス不変量（英語版）(Pandharipande–Thomas invariant)を与える。
- 整数に値をもつ不変量に代わり、モチーフ的な不変量を考えることもできる。

## 成果
若くして病死した長尾健太郎が4次元のゲージ理論と6次元の弦理論を結ぶ「ポテンシャルの切断によるリダクション」という成果を上げた。